# Кайльхак, Фридрих Людвиг Генрих Конрад
Фридрих Людвиг Генрих Конрад Кайльхак (нем. Friedrich Ludwig Heinrich Konrad Keilhack; 16 августа 1858, Ошерслебен — 10 марта 1944, Берлин) — немецкий геолог.

## Биография
Учился в университетах Йены, Гёттингена, Берлина.
С 1914 года путешествовал по всему миру, составляя геологические карты различных местностей: побывал в Италии, Швейцарии, Исландии, Гренландии, Мексике, на Цейлоне и Аляске…
Помимо развёрнутых описаний к этим картам, Кайльхак опубликовал учебники по практической геологии (нем. Lehrbuch der Praktischen Geologie; 1896, переведён на русский и испанский языки) и гидрогеологии (нем. Lehrbuch der Grundwasser- und Quellenkunde; 1912), а также работы по описанию некоторых ледниковых отложений северной Германии.
Погиб во время бомбардировки Берлина.